# フェルディナン2世 (オマール伯)
フェルナンド・デ・カスティーリャ（スペイン語：Fernando de Castilla, 1238年 - 1264/9年以前）またはオマール伯フェルディナン2世（フランス語：Ferdinand II, comte d'Aumale）は、カスティーリャ王フェルナンド3世とその2番目の妃でポンチュー女伯のジャンヌ・ド・ダンマルタンの息子。

## 生涯
フェルナンドは1238年に生まれた。1252年5月30日にセビリアで父フェルナンド3世が亡くなった後、母ジャンヌ・ド・ダンマルタンとその長男であるフェルナンドはフランスに向けて出発したが、ジャンヌはフランスから戻ることはなかった。フランスにおいて、フェルナンドはオマール伯領とモンゴメリー男爵領、ノワイエル・シュル・メール男爵領を相続した。
フェルナンドの没年月日は不明であるが、没年を1264年以前とされる一方で、1269年7月25日にトレドで弟のルイスが「ポンチュー伯領の継承者」としてカラトラバ騎士団に寄付を行っているため、1269年7月25日以前であったともされている。

## 結婚と子女
アモーリー6世・ド・モンフォールの娘ロールと結婚し、以下の子女をもうけた。
- ジャン1世（1302年没）[3] - 両親より領地を相続。1302年7月11日ごろに金拍車の戦いにおいて戦死した[注釈 1][4]。